# Boliche nos Jogos Pan-Americanos de 2023 - Duplas femininas
O evento de duplas femininas do boliche nos Jogos Pan-Americanos de 2023 foi disputado em 2 de novembro de 2023 no Centro de Boliche, em La Florida. Um total de 24 competidoras de 12 Comitês Olímpicos Nacionais (CON) participaram do evento.

## Calendário
Horário local (UTC−3).
| Data          | Hora | Fase  |
| ------------- | ---- | ----- |
| 2 de novembro | 8:00 | Final |

## Medalhistas
| Ouro   | USA Jordan Richard e Breanna Clemmer |
| Prata  | COL Juliana Franco e Clara Guerrero  |
| Bronze | MEX Sandra Góngora e Iliana Lomeli   |

## Resultados
As pontuações combinadas de cada dupla definem as medalhistas.
| Pos.              | CON                                 | Jogadores                            | Total     | Grand total |
| ----------------- | ----------------------------------- | ------------------------------------ | --------- | ----------- |
| Medalha de ouro   | USA Estados Unidos                  | Jordan Richard Breanna Clemmer       | 1605 1669 | 3274        |
| Medalha de prata  | COL Colômbia                        | Juliana Franco Clara Guerrero        | 1439 1660 | 3099        |
| Medalha de bronze | MEX México                          | Sandra Góngora Iliana Lomeli         | 1495 1587 | 3082        |
| 4                 | PUR Porto Rico                      | Pamela Pérez Zoriani Reyes           | 1393 1580 | 2973        |
| 5                 | BRA Brasil                          | Roberta Camargo Stephanie Martins    | 1475 1456 | 2931        |
| 6                 | ESA El Salvador                     | Roxana Fajardo Eugenia Quintanilla   | 1460 1443 | 2903        |
| 7                 | CHI Chile                           | Verónica Valdebenito María José Caro | 1391 1389 | 2780        |
| 8                 | VEN Venezuela                       | Karen Marcano Alicia Marcano         | 1397 1353 | 2750        |
| 9                 | DOM República Dominicana            | Aura Guerra Vivian Luna              | 1374 1369 | 2743        |
| 10                | CRC Costa Rica                      | Jessica Atan Elena Weinstok          | 1390 1349 | 2739        |
| 11                | ARU Aruba                           | Abigail Dammers Kamilah Dammers      | 1170 1562 | 2732        |
| 12                | EAI Equipe de Atletas Independentes | Ana Bolaños Sofía Rodríguez          | 1369 1340 | 2709        |